# Climax Group
Climax Studios - британський розробник відеоігор, що базується в Портсмуті. Студія відома своєю роботою над рольовим екшеном Sudeki 2004 року, а також Silent Hill: Origins та Silent Hill: Shattered Memories.

## Історія
Компанія була заснована Карлом Джефрі 3 лютого 1988 року.  Спочатку вона була відома як Images Software Ltd., і спочатку вона зосереджувалася на розробці та сортуванні ігор для ПК, консолей і кишенькових пристроїв.
У жовтні 1998 року оголосила про створення Climax PC Studio, яка займалася розробкою ігор для ПК і розташована в офісі поруч зі штаб-квартирою Climax.
Climax Game Boy World, запущена під час E3 1999 і зосереджена на розробці сімейства портативних консолей Game Boy.
Pixel Planet, заснована у вересні 1999 року Тоні Беквітом і Грегом Майклом у місті Брайтон, у листопаді 1999 року уклала партнерські відносини з Climax у результаті чого Pixel Planet стала частиною групи Climax і була перейменована на «Climax Brighton». За цим послідувала студія Anthill Studios із Нотінгема, яка була придбана в червні 2000 року та перейменована на «Climax Nottingham». Студія під постійним керівництвом засновника Пола Каррутерса була призначена відповідальною за гру Warhammer Online, засновану на франшизі Warhammer від Games Workshop. До цього моменту головні студії в штаб-квартирі групи Climax у Фархемі були консолідовані під «Climax Fareham». Студія «Climax Brighton» переїхала в Хоув у серпні 2000 року. Коли у квітні 2001 року на студії Charybdis відбулося значне скорочення персоналу, Climax оголосила намір найняти 20 своїх колишніх співробітників на студії в Ноттінгемi. Climax також придбав Syrox Developments з Кінгстон-апон-Темс в червні 2001 року . У липні 2021 року Джеф Хіт був призначений головою Climax
У липні 2002 року головна студія «Climax Fareham» переїхала до Портсмута, в офіси в центрі Gunwharf Quays і була перейменована на «Climax Solent». Адміністративна частина групи Climax залишилася в Фарехемі. П'ята студія у Веніс, Каліфорнія, була відкрита в жовтні 2003 року. У листопаді 2004 року Climax об'єднала свої студії в Лондоні та Solent під назвою «Clax Action» і перейменувала студії в Брайтоні та Ноттінгемі на «Climax Racing» та «Climax Online» відповідно.
У 2006 році Konami оголосила, що Climax Action працює над наступним виходом відеогри серії Silent Hill, після того, як оригінальна команда, яка стояла за серією, Konami Team Silent, була розпущена. Новая серія отримала назву Silent Hill: Origins і була анонсована ексклюзивно для PSP. У жовтні 2007 року гра отримала позитивні відгуки. У 2008 році вийшла версія гри на PlayStation 2.
Студія Climax Kingston була закрита в лютому 2008 року, залишивши головний офіс у Портсмуті єдиною студією, що залишилася.
У 2009 році було оголошено, що Climax працює над іншою грою Silent Hill для консолі Nintendo Wii під назвою Silent Hill: Shattered Memories. Гру анонсували як рімейк оригінальної гри Silent Hill (відеогра), хоча термін «повторне уявлення » використовувалася, щоб підкреслити, що вона надасть абсолютно новий досвід. Пізніші версії для Playstation 2 і PSP також анонсували.
За останні роки Climax розробив і опублікував низку ігор VR, зокрема Lola and The Giant (яка була представлена на події Google I/O'17), Bandit Six, Gun Sight, DCL: The Game та Dirt Rally 2.0 яка була розроблена спільно з Codemasters.
У 2007 році, після того, як в індустрії поширилися чутки про можливий продаж компанії, Джефрі підтвердив, що він володіє 100% акцій студії, спростувавши будь-які чутки про придбання . Пізніше студію придбала Keywords Studios у 2021 року за 47 мільйонів фунтів.

## Ігри студії
| Назва гри                                   | Платформа                                                                        | Рік  | Примітки                   |
| ------------------------------------------- | -------------------------------------------------------------------------------- | ---- | -------------------------- |
| Sky Shark                                   | Amiga, Atari ST                                                                  | 1988 | Аркада                     |
| R-Type                                      | Atari ST                                                                         | 1988 | Шутер                      |
| Wonder Boy in Monster Land                  | Amiga, Amstrad CPC, Atari ST, Commodore 64, ZX Spectrum                          | 1989 | Платформер                 |
| Back to the Future Part II                  | Amiga, Amstrad CPC, Atari ST, Commodore 64, DOS, SEGA Master System, ZX Spectrum | 1990 | Екшн                       |
| Ninja Spirit                                | Amiga, Atari ST                                                                  | 1990 | Платформер                 |
| Chip's Challenge                            | Amiga, Amstrad CPC, Atari ST, Commodore 64, ZX Spectrum                          | 1990 | Головоломка                |
| The Hunt for Red October                    | DOS                                                                              | 1990 | Аркада                     |
| Shadow Dancer                               | Amiga, Amstrad CPC, Atari ST, Commodore 64, ZX Spectrum                          | 1991 | Платформер                 |
| Beast Busters                               | Amiga, Atari ST                                                                  | 1991 | Шутер                      |
| Last Battle                                 | Commodore 64                                                                     | 1991 | Beat 'em up                |
| Spot                                        | Atari ST                                                                         | 1991 | Головоломка                |
| G-LOC: Air Battle                           | Amiga, Amstrad CPC, Atari ST, Commodore 64, ZX Spectrum                          | 1992 | Аркада                     |
| Moonstone: A Hard Days Knight               | DOS                                                                              | 1992 | Екшн RPG                   |
| Space Gun                                   | Amiga, Amstrad CPC, Atari ST, Commodore 64, ZX Spectrum                          | 1992 | Аркадий шутер              |
| Arcade Smash Hits                           | Sega Master System                                                               | 1992 | Аркада                     |
| Bubsy II                                    | Game Boy                                                                         | 1994 | Платформер                 |
| Nick Faldo's Championship Golf              | Amiga CD32                                                                       | 1994 | Спорт                      |
| Chicago Syndicate                           | Game Gear                                                                        | 1995 | Платформер                 |
| UFO: Enemy Unknown                          | Amiga                                                                            | 1995 | Стратегія в реальному часі |
| Road Riot 4WD                               | Atari ST                                                                         | 1996 | Аркада гонка               |
| Bugs Bunny in Double Trouble                | Sega Genesis, Game Gear                                                          | 1996 | Платформер                 |
| WarCraft II: The Dark Saga                  | Sega Saturn, PlayStation                                                         | 1997 | Стратегія в реальному часі |
| FIFA Road to World Cup 98                   | Sega Saturn                                                                      | 1997 | Спорт                      |
| Diablo                                      | PlayStation                                                                      | 1998 | Екшн RPG (Hack 'n' slash)  |
| San Francisco Rush: Extreme Racing          | PlayStation                                                                      | 1998 | Гонка                      |
| NHL Blades of Steel                         | Game Boy Color                                                                   | 1999 | Спорт                      |
| Theme Park World                            | PlayStation                                                                      | 1999 | Симулятор                  |
| Battlezone: Rise of the Black Dogs          | Nintendo 64                                                                      | 2000 | Стратегія в реальному часі |
| ATV Quad Power Racing                       | PlayStation                                                                      | 2000 | Гонка                      |
| Power Rangers Lightspeed Rescue             | PlayStation                                                                      | 2000 | Екшн                       |
| NHL Blades of Steel 2000                    | Game Boy Color                                                                   | 2000 | Спорт                      |
| Lego Alpha Team                             | Game Boy Color                                                                   | 2000 | Екшн                       |
| Warriors of Might and Magic                 | Game Boy Color                                                                   | 2000 | Екшн                       |
| Lego Racers                                 | Game Boy Color                                                                   | 2000 | Гонка                      |
| AirForce Delta                              | Game Boy Color                                                                   | 2000 | Симулятор                  |
| Magic & Mayhem: The Art of Magic            | Windows                                                                          | 2001 | Стратегія                  |
| SpongeBob SquarePants: SuperSponge          | PlayStation, Game Boy Advance                                                    | 2001 | Платформер                 |
| Power Rangers Time Force                    | PlayStation                                                                      | 2001 | Екшн                       |
| Robot Wars: Arenas of Destruction           | PC, PlayStation 2                                                                | 2001 | Симулятор                  |
| MotoGP                                      | Xbox                                                                             | 2002 | Гонка                      |
| Rally Fusion: Race of Champions             | PlayStation 2, Xbox                                                              | 2002 | Гонка                      |
| Robot Wars: Extreme Destruction             | PC, Xbox                                                                         | 2002 | Симулятор                  |
| ATV Quad Power Racing 2                     | GameCube, Xbox                                                                   | 2003 | Гонка                      |
| MotoGP 2                                    | PC, Xbox                                                                         | 2003 | Гонка                      |
| Speed Kings                                 | GameCube, PlayStation 2, Xbox                                                    | 2003 | Гонка                      |
| The Italian Job                             | GameCube, PlayStation 2, Xbox                                                    | 2003 | Гонка                      |
| Hot Wheels World Race                       | GameCube, PlayStation 2                                                          | 2003 | Гонка                      |
| Serious Sam: Next Encounter                 | GameCube, PlayStation 2                                                          | 2004 | Шутер                      |
| Serious Sam Advance                         | Game Boy Advance                                                                 | 2004 | Шутер                      |
| Sudeki                                      | Xbox, PC                                                                         | 2004 | Рольовий бойовик           |
| Disney's Lilo & Stitch 2: Hämsterviel Havoc | Game Boy Advance                                                                 | 2004 | Платформер                 |
| ATV Offroad Fury 3                          | PlayStation 2                                                                    | 2004 | Гонка                      |
| Tron 2.0: Killer App                        | Xbox                                                                             | 2004 | Шутер                      |
| Hot Wheels: Stunt Track Challenge           | Game Boy Advance, PlayStation 2, PC, Xbox                                        | 2004 | Гонка                      |
| Crash 'N' Burn                              | PlayStation 2, Xbox                                                              | 2004 | Гонка                      |
| Volvo: Drive for Life                       | Xbox                                                                             | 2005 | Симулятор                  |
| ATV Offroad Fury: Blazin' Trails            | PlayStation Portable                                                             | 2005 | Гонка                      |
| Delta Force: Black Hawk Down                | Xbox                                                                             | 2005 | Шутер                      |
| Lizzie McGuire 3: Homecoming Havoc          | Game Boy Advance                                                                 | 2005 | Платформер                 |
| MotoGP 3                                    | PC, Xbox                                                                         | 2005 | Гонка                      |
| Nicktoons Unite!                            | Game Boy Advance, Nintendo DS                                                    | 2005 | Пригодницький бойовик      |
| The Wild                                    | Game Boy Advance                                                                 | 2006 | Платформер                 |
| MotoGP '06                                  | Xbox 360                                                                         | 2006 | Гонка                      |
| Crusty Demons                               | Xbox, PlayStation 2                                                              | 2006 | Гонка                      |
| W.I.T.C.H.                                  | Game Boy Advance                                                                 | 2006 | Платформер                 |
| ATV Offroad Fury Pro                        | PlayStation Portable                                                             | 2006 | Гонка                      |
| ATV Offroad Fury 4                          | PlayStation 2                                                                    | 2006 | Гонка                      |
| Ghost Rider                                 | PlayStation 2, PlayStation Portable                                              | 2007 | Екшн                       |
| Meet the Robinsons                          | Game Boy Advance                                                                 | 2007 | Екшн                       |
| Viva Piñata                                 | PC                                                                               | 2007 | Симулятор життя            |
| Silent Hill: Origins                        | PlayStation Portable, PlayStation 2                                              | 2007 | Survival horror            |
| Overlord: Dark Legend                       | Wii                                                                              | 2009 | Рольовий Екшн              |
| Overlord: Minions                           | Nintendo DS                                                                      | 2009 | Головоломка                |
| Silent Hill: Shattered Memories             | Wii, PlayStation Portable, PlayStation 2                                         | 2009 | Survival horror            |
| Rocket Knight                               | PlayStation Network, Xbox Live Arcade, Steam                                     | 2010 | Платформер                 |
| Gormiti: The Lords of Nature!               | Wii, Nintendo DS                                                                 | 2010 | Платформер                 |
| EyePet & Friends                            | PlayStation 3                                                                    | 2011 | Симулятор                  |
| Bloodforge                                  | Xbox Live Arcade                                                                 | 2012 | Hack 'n' slash             |
| Smart As                                    | PlayStation Vita                                                                 | 2012 | Головоломка                |
| Castlevania: Lords of Shadow                | PC                                                                               | 2013 | Hack 'n' slash             |
| Dead Nation: Apocalypse                     | PlayStation 4                                                                    | 2014 | Shoot'em up                |
| Dead Nation                                 | PlayStation Vita                                                                 | 2014 | Shoot'em up                |
| Resogun                                     | PlayStation Vita, PlayStation 3                                                  | 2014 | Shoot'em up                |
| Assassin's Creed Chronicles                 | PlayStation 4, Xbox One, PC                                                      | 2015 | Платформер                 |
| Adventure Time: Pirates of the Enchiridion  | PC, Nintendo Switch, PlayStation 4, Xbox One                                     | 2018 | Рольова гра                |
| Crayola Scoot                               | PC, Nintendo Switch, PlayStation 4, Xbox One                                     | 2018 | Спорт                      |
| Dragons: Dawn of New Riders                 | PC, Nintendo Switch, PlayStation 4, Xbox One                                     | 2019 | Пригодницький Екшн         |
| Returnal                                    | PlayStation 5, PC                                                                | 2021 | Шутер                      |